# گراهام کولیر (بازیکن فوتبال)
گراهام کولیر (انگلیسی: Graham Collier؛ زادهٔ ۱۲ سپتامبر ۱۹۵۱) بازیکن فوتبال اهل بریتانیا است.
از باشگاه‌هایی که در آن بازی کرده‌است می‌توان به باشگاه فوتبال ناتینگهام فارست، باشگاه فوتبال یورک سیتی، باشگاه فوتبال بارنزلی، باشگاه فوتبال اسکانتورپ یونایتد و باشگاه فوتبال باکستون اشاره کرد.